# Скопасис
Скопасис (Scopasis; Skôpasis; ἐβασίλευε Σκώπασις, προσχωρέειν Σαυρομάτας) е скитски цар на Сарматия през 6 век пр.н.е., играл важна роля при разгромяването на войската на персийския цар Дарий I.
Той командва три дивизии, когато Скития е нападната от Дарий I царя на Персия (упр. 521 – 486 пр.н.е.).
Скопасис пристига на Истрос (Дунав) преди Дарий, за да преговаря с йонийците, които охранявали един мост.